# Sune Lindahl
Sune Lindahl, född 20 oktober 1882 i Gävle, död 5 augusti 1953 i Oscars församling i Stockholm, var en svensk ingenjör.

## Biografi
Efter studentexamen i Stockholm 1901 fortsatte studierna och han tog avgångsexamen vid Kungliga Tekniska Högskolan (KTH) 1905 och vid Handelshögskolan i Stockholm 1912. Han bedrev tekniska studier i Berlin 1905–1906 och ekonomiska studier i Hamburg vid firma M.M. Warburg & Co, i Paris vid Gredit Lyon-nais 1912–1913.
Åren 1906–1910 var han verksam inom Stora Kopparbergs bergslags AB som konstruktör i Domnarvet samt vid huvudkontoret i Falun, därefter föreståndare för statistiska avdelningen respektive direktörsassistent i Svenska Handelsbanken 1913–1919 och hade diverse likvidations- och avvecklingsuppdrag 1919–1922. Han var av Stockholms Handelskammare auktoriserad revisor 1922–1934, medarbetare i Svenska Handelsbankens industrirevision 1926–1934 och industriexpert i Svenska Handelsbankens direktion från 1934. Lindahl var styrelseledamot respektive revisor i ett stort antal företag.

## Familj
Sune Lindahl var under en tid gift med Carin Sandström (1886–1959), som senare blev författaren Carin Lindskog. De fick barnen Ivar Lindahl (1909–1985) och Ci Lindahl (1912–1974), den senare gift med Torgny Wickman och sedan med Åke B.V. Rydén.
Han gifte sedan om sig först med Maria Larsson (1896–1948) och sedan med Elly Linnea Yourstone (1906–1972).